# Kulturpreis Europa
Den Kulturpreis Europa verleiht das KulturForum Europa e. V. an Personen, die durch den Einsatz ihrer ganzen Kraft dazu beitragen, dass die Idee Europa als Modell friedlicheren Zusammenlebens vieler verschiedener Menschen öffentlich wahrgenommen wird. Das KulturForum Europa e. V. entstand 1992 auf Initiative von Hans-Dietrich Genscher, um den gemeinschaftlichen europäischen Gedankens auf allen Gebieten der Kultur zu fördern. Der Verein hat seinen Sitz in Düren. Gegenseitige Beachtung und Toleranz sollen als Beitrag zur Völkerverständigung vorangetrieben werden. Innerhalb des Kulturpreises Europa wird seit dem Jahre 2005 auch der Europäische Toleranzpreis (European Tolerance Award) verliehen.

## Preisträger des Kulturpreises Europa
- 1993: Annemarie Renger
- 1994: Helmut Zilk
- 1995: Dimitris Tsatsos
- 1996: Pasqual Maragall
- 1997: Johannes Rau
- 1998: Avi Primor
- 1999: 3sat
- 2000: Die Bürger der Stadt Neapel
- 2001: Die Theaterproduktion Besuch bei Mr. Green von Jeff Baron im Theater in der Josefstadt, Wien, unter der Regie von Franz Morak, gespielt von Fritz Muliar und Michael Dangl
- 2002: Elzbieta Penderecki, Gattin von Krzysztof Penderecki
- 2003: Istanbul Foundation for Culture and Arts
- 2004: Europäische Rundfunkunion zum 50. Geburtstag der Eurovision
- 2005: International Budapest Spring Festival (25 Jahre)
- 2005: 1. KulturPreis Europa in Gold für das Lebenswerk an Hans-Dietrich Genscher
- 2006: Förderverein Interkultur e. V. (Musica-Mundi) für World Choir Games
- 2006: Sonderpreis des KulturPreis Europa, erstmals an Soldaten der Bundeswehr, Generalleutnant Walter Jertz, Befehlshaber des Luftwaffenführungskommando
- 2007: Music Biennale Zagreb und Milko Kelemen
- 2008: Staatliche Porzellan-Manufaktur Meißen
- 2009: Regisseur Radu Afrim und TNT, Rumänien
- 2010: Hans Werner Henze
- 2011: 40 Jahre ORPHEUS, Magazin zur Opern-, Ballett-, Musikszene und Verleger und Inhaber Clauspeter Koscielny, Berlin: 40 Jahre Förderung begabter Musiker, Sänger, Tänzer
- 2012: BITEI Chisinau, Moldawien und Direktor Petru Vutcarau: 20 Jahre Eugène-Ionesco-Theaterfestival Biennale und Mediator zwischen Ost und West
- 2013/14: Gerda Graf, Ehrenvorsitzende des Deutschen Hospiz- und Palliativverbandes
- 2017: Somtow Sucharitkul, Komponist, Dirigent und Schriftsteller Somtow Sucharitkul ausgezeichnet für seine Verdienste – auch im Sinne internationaler Diversity – als Kulturbotschafter zwischen Ost und West
- 2018: Ehrenmedaille an Promadhattavedi Chatvichai, Pawit Mahasarinand, Catalin N. Constantin, Cristina Rusiecki für Verdienste um die Kulturbrücke Thailand-Rumänien
- 2020: Jeton Neziraj, einer der repräsentativsten politischen Autoren der neuen Balkanstaaten, ausgezeichnet für seine Verdienste – auch im Sinne internationaler Diversity – als Kulturbotschafter zwischen Ost und West
- 2023/24: Die Kazerne Dossin, Mechelen, Belgien, in Zusammenarbeit mit dem Mémorial de la Shoah (Holocaust-Museum in Paris, Frankreich) für ihre chronologische und thematische Ausstellung „HOMOSEXUALS und LESBIANS in NAZI EUROPE“ über queere Menschen im Dritten Reich in Europa, insbesondere in Belgien, Deutschland, Frankreich und den Niederlanden

## Preisträger des Europäischen Toleranzpreises (European Tolerance Award) im Kulturpreis Europa
- 2005: Doug Wright, US-amerikanischer Schriftsteller aus New York
- 2006: Arabisch-jüdisches Musik-Ensemble SheshBesh und Maestro Zubin Mehta
- 2007: Georges Du Fresne, französischer Schauspieler, für den Film Mein Leben in Rosarot
- 2008: Theater Bremen und Komponist Ludger Vollmer für die Oper Gegen die Wand
- 2009: Dirk Weeber-Arayatumsopon für sein Engagement im sozialen Bereich
- 2010: Boris Barschow für „Kabul, ich komme wieder“
- 2011: Vladimir Danovsky für „Die Rettung“, szenisches Oratorium über die Rettung von 50.000 Juden in Bulgarien während des Zweiten Weltkriegs
- 2013: Romy Haag Sängerin, Entertainerin, LGBT-Aktivistin
- 2014: Deputy Chief of Mission der US-Botschaft in Sofia, Bulgarien, Bryan Dalton und Ehemann Anadaroopa, LGBT Aktivisten
- 2015/2016: William Sanchez aus Bogota, Kolumbien. Tänzer, Choreograph, für LGBT-Engagement und vor allem Verdienste um Inklusion
- 2018: Tiberiu Capudean Bukarest-Madrid, Fotograf und LGBT Aktivist